# Maximilian Schairer
Maximilian Schairer (* 2. Juni 1997 in Stuttgart) ist ein deutscher Pianist.

## Leben
Schairer wurde an der Musikschule Stuttgart u. a. von Monika Giurgiuman unterrichtet und absolvierte ab 2010 ein Jungstudium für historische Tasteninstrumente an der Musikhochschule Stuttgart bei Jörg Halubek sowie gleichzeitig für Klavier an der HMT Leipzig bei Gerald Fauth. Ab 2014 studierte er an der Musikhochschule München. Außerdem nahm er von 2010 bis 2018 an der Internationalen Sommerakademie Mozarteum Salzburg teil sowie an Meisterkursen, u. a. bei András Schiff und Robert Levin. Prägend waren auch Künstler wie Martin Helmchen und Murray Perahia. Seit 2017 setzt er seine Studien an der Musikhochschule Stuttgart bei Michael Hauber fort. Schairer gewann zahlreiche Preise. Stipendien erhielt er u. a. von der Deutschen Stiftung Musikleben, der Hans- und Eugenia Jütting Stiftung, vom DAAD und das Deutschlandstipendium.
Im Alter von 12 Jahren gab er sein Orchesterdebüt mit dem Stuttgarter Kammerorchester. Er konzertierte bereits in renommierten Konzerthäusern in Europa, Indonesien und den USA, u. a. 2014 und 2015 in der Carnegie Hall, sowie auf Festivals wie den Salzburger Festspielen, den Ludwigsburger Schlossfestspielen und dem Lucerne Festival. 2019 spielte er mit den Stuttgarter Philharmonikern und Jan Willem de Vriend am Theater Ansbach und im Beethovensaal der Stuttgarter Liederhalle und vertrat den verletzten Dan Ettinger beim Solopart von Haydns Klavierkonzert D-Dur.
Zudem ist Schairer Initiator und künstlerischer Leiter des 2018 begründeten Stuttgarter Klassikfestivals „Zukunftsklang“.

## Auszeichnungen (Auswahl)
- 1. Preis beim International Romantic Festival Competition (USA)[2]
- 1. Preis und Schubert-Sonderpreis beim 7. Internationalen Rosario-Marciano-Klavierwettbewerb in Wien[13]
- BR-Klassik Sonderpreis[1]
- Solistensonderpreis der Deutschen Stiftung Musikleben[2]

## Diskografie
- Claire de Lune. Debussy, Franck, Ravel. Mit Philipp Jonas, Violine (Thorofon; 2021)
- Gloaming. Fantasien für Klavier. Soloalbum. Werke von Schubert, Mendelssohn Bartholdy, Beethoven (Hänssler Classic; 2023)